# Rovana Plumb

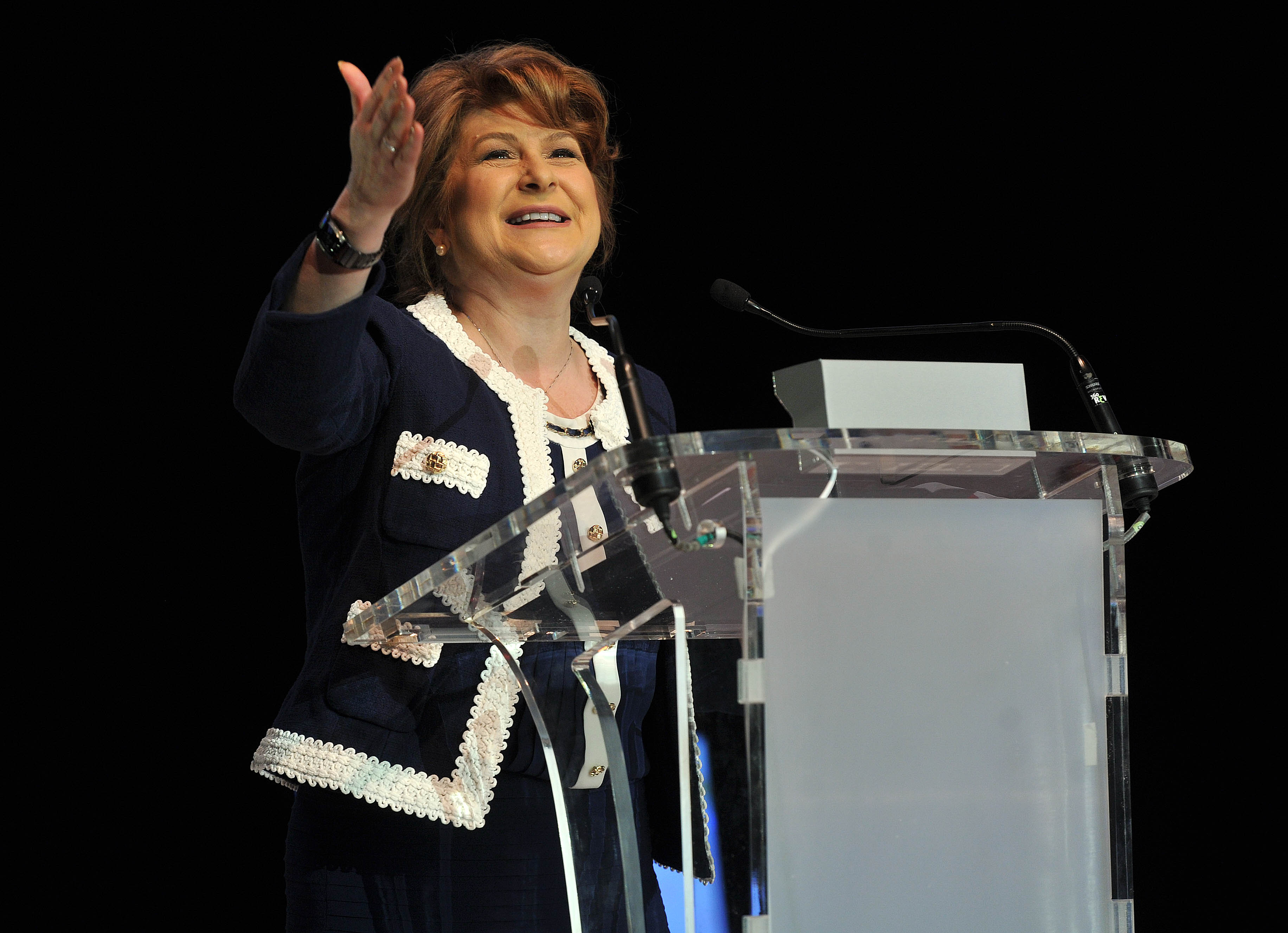
Rovana Plumb (2014)

Rovana Plumb (* 22. Juni 1960 in Bukarest) ist eine rumänische Politikerin der Partidul Social Democrat.
Seit 29. Januar 2018 ist sie Ministerin für EU-Mittel im Kabinett Dăncilă.

## Leben
Plumb studierte an mehreren internationalen Instituten verschiedene Wirtschaftsthemen. Sie stieg 1984 als Ingenieurspraktikantin ein, 1992 wurde sie Handelsdirektorin der SC Miraj SA. Von 1995 bis 2000 war sie Vorsitzende der SC Gerovital Cosmetics SA.
Plumb trat der PSD, damals PDSR, 1994 bei. Dort gehörte sie dem Nationalrat und dem Koordinierungsausschuss an, war Vorsitzende der Frauenorganisation sowie stellvertretende Vorsitzende der PSD. Von 2001 bis 2004 war sie als Staatssekretärin für die rumänische Regierung tätig und in dieser Zeit auch Vorsitzende der staatlichen Behörde für Verbraucherschutz. Von 2004 bis 2007 gehörte sie dem rumänischen Parlament an. 2009 wurde sie in das Europäische Parlament gewählt. Am 6. Mai 2012 legte sie ihr Mandat jedoch nieder, nachdem sie zur Ministerin für Forstwirtschaft und Umwelt im Kabinett Ponta berufen worden war. 2014 wurde sie Ministerin für Arbeit, Familie und soziale Sicherung und behielt dieses Amt bis zum Rücktritt der Regierung Ponta nach der Brandkatastrophe in Bukarest 2015.
Am 29. Juni 2017 wurde sie im Kabinett Tudose Ministerin für Fördermittel. Nach Korruptionsvorwürfen forderte Ministerpräsident Mihai Tudose ihren Rücktritt. Am 12. Oktober 2017 trat Plumb zurück. Die künftige EU-Kommissionspräsidentin Ursula von der Leyen nominierte die Politikerin als Kommissarin für Verkehr, doch nach einem Hearing am 26. September 2019 vor dem Rechtsausschuss des EU-Parlaments wurde sie mit deutlicher Mehrheit abgelehnt. Potenzielle finanzielle Interessenskonflikte der Politikerin seien nicht ausgeräumt worden, so die Mehrheit des Ausschusses. Der rumänische Staatspräsident Klaus Iohannis sprach sich ebenfalls gegen ihre Kandidatur aus und forderte die rumänische Regierung auf, einen neuen Kandidaten zu benennen. Gegen die Kommissarsanwärterin votierten fünfzehn Ausschussmitglieder, für sie lediglich sechs, bei zwei Enthaltungen.